# Siêu cúp Bóng đá Quốc gia 2025
Siêu cúp Bóng đá Quốc gia 2025, tên chính thức là Siêu cúp Bóng đá Quốc gia – Cúp THACO 2024–25 (tiếng Anh: THACO Super Cup 2024–25) vì lý do tài trợ, là trận đấu bóng đá lần thứ 26 của Siêu cúp bóng đá Việt Nam. Đây là lần thứ 11 liên tiếp Công ty cổ phần Tập đoàn Trường Hải trở thành nhà tài trợ chính thức cho trận đấu. Trận đấu được tổ chức tại Sân vận động Thiên Trường, tỉnh Ninh Bình vào ngày 9 tháng 8 năm 2025 dưới thể thức một trận duy nhất giữa hai câu lạc bộ là Thép Xanh Nam Định (đội vô địch V.League 1 2024–25) và Công An Hà Nội (đội vô địch Cúp Quốc gia 2024–25). 
Câu lạc bộ Công An Hà Nội đã giành chiến thắng truóc Thép Xanh Nam Định với tỷ số 3–2, và chính thức có lần đầu tiên đoạt danh hiệu Siêu cúp Quốc gia trong lịch sử của đội bóng này.

## Các đội bóng tham dự trận đấu
| Câu lạc bộ         | Tư cách tham dự                               | Lần tham dự trước (in đậm thể hiện năm vô địch) |
| ------------------ | --------------------------------------------- | ----------------------------------------------- |
| Thép Xanh Nam Định | Nhà vô địch V.League 1 2024–25                | 2 (2007, 2024)                                  |
| Công An Hà Nội     | Nhà vô địch Giải bóng đá Cúp Quốc gia 2024–25 | 1 (2023)                                        |

## Bối cảnh
Sau khi mùa giải bóng đá chuyên nghiệp Việt Nam 2024–25 khép lại, cả hai câu lạc bộ Thép Xanh Nam Định và Công An Hà Nội đều đạt được những thành tích đáng kể, trong đó, câu lạc bộ Thép Xanh Nam Định đã bảo vệ thành công chức vô địch V.League 1 còn câu lạc bộ Công An Hà Nội giành chức vô địch Cúp quốc gia. Dựa trên thành tích đối đầu trực tiếp giữa hai đội bóng, cả hai đội đều đã gặp nhau tổng cộng 6 lần tính trên mọi giải đấu, với việc Công An Hà Nội chỉ thắng 1 trận còn Thép Xanh Nam Định thắng 2 trận đấu, và hai đội có hai lần hòa nhau. Còn nếu chiếu theo thành tích thi đấu của hai đội ở trận tranh Siêu cúp, Công An Hà Nội mới chỉ có một lần lọt vào trận đấu còn phía Nam Định đã có hai lần, trong khi Nam Định có lần đầu tiên đoạt danh hiệu siêu cúp ở lần tổ chức trước đó, thì Công An Hà Nội chưa từng đoạt danh hiệu này, mặc dù Công An Hà Nội có lần đầu tiên lọt vào trận tranh Siêu cúp của năm 2023, đội đã phải nhận thất bại 1–3 trước Đông Á Thanh Hóa.
Trận đấu này là lần thứ 7 cả hai đội bóng đối đầu nhau, và sẽ là lần đầu tiên hai đội bóng thi đấu ở trận tranh Siêu cúp bóng đá Việt Nam, trận đấu đóng vai trò khởi đầu cho mỗi mùa giải bóng đá chuyên nghiệp cấp Quốc gia của Việt Nam.

## Thông tin trước trận đấu

### Họp báo trước trận
Tại buổi họp báo trước trận đấu diễn ra vào ngày 5 tháng 8 năm 2025, trưởng ban tổ chức trận đấu cho biết trận đấu này diễn ra vào đúng dịp kỷ niệm 80 năm Cách mạng Tháng Tám, Quốc khánh Việt Nam 2 tháng 9 năm 1945 và 80 năm Ngày truyền thống Công an nhân dân, trận đấu này là dịp để người hâm mộ "ôn lại truyền thống dân tộc, tiếp thêm sức mạnh và niềm tin vào chặng đường phát triển của bóng đá Việt Nam”. Cũng trong buổi họp báo, ban tổ chức cũng cho ra mắt chiếc cúp mới cho trận đấu, chiếc cúp mới này sẽ lần đầu được sử dụng thay thế cho mẫu cúp đã được sử dụng trong suốt các lần tổ chức trước của trận tranh siêu cúp, được lấy cảm hứng từ hình ảnh trống đồng Đông Sơn cùng cánh chim Lạc, chiếc cúp làm bằng đồng mạ bạc và được chế tác hoàn toàn thủ công. Ngoài ra, trận đấu này sẽ có đại diện của Liên đoàn Bóng đá Thế giới (FIFA) dự khán, đồng thời công nghệ VAR dự kiến cũng sẽ được tiếp tục áp dụng.

### Thể thức thi đấu
Hai đội bóng sẽ thi đấu loại trực tiếp một trận đấu duy nhất, nếu hai đội bóng có kết quả hòa sau 90 phút thi đấu chính thức, sẽ tiến hành loạt sút luân lưu để xác định đội thắng, không thi đấu hiệp phụ.

### Trọng tài
Ban đầu, ban tổ chức giao nhiệm vụ điều khiển trận đấu cho trọng tài Trần Đình Thịnh, nhưng do trọng tài này đã bất ngờ qua đời ở buổi kiểm tra thể lực trọng tài trước mùa giải 2024–25, Liên đoàn bóng đá Việt Nam (VFF) buộc phải đưa ra sự thay đổi, theo đó, nhiệm vụ được chuyển sang cho trọng tài Mai Xuân Hùng, người vừa mới giành danh hiệu Còi đồng của V.League 1 mùa giải 2024–25. Tuy nhiên, ông Mai Xuân Hùng cũng mắc một vài sai sót trong quá khứ. Tại V.League 1 mùa giải 2020 diễn ra cách đây 5 năm, ông bị ban kỷ luật VFF xử cấm làm nhiệm vụ 3 trận đấu vì những sai sót trong trận Sài Gòn giành chiến thắng 3–0 trước Nam Định thuộc khuôn khổ vòng 10 của mùa giải. Ở trận đấu đó, ông Hùng đã có những quyết định gây nhiều bất lợi cho câu lạc bộ Nam Định, bao gồm cả việc từ chối 2 quả phạt đền rõ ràng.
Các trợ lý trọng tài được phân công làm nhiệm vụ trong trận đấu này gồm có Nguyễn Lâm Minh Đăng và Nguyễn Thành Sơn, trọng tài thứ 4 là ông Hoàng Thanh Bình. Tổ trọng tài VAR gồm ông Đỗ Khánh Nam và Nguyễn Mạnh Hải. Giám sát trọng tài là Võ Minh Trí.

### Cầu thủ nước ngoài
Theo điều lệ của ban tổ chức trận đấu, mỗi đội được đăng ký tối thiểu 18 cầu thủ, tối đa là 30 cầu thủ. Danh sách phải có ít nhất 18 cầu thủ chuyên nghiệp và ba thủ môn, nhiều nhất bảy cầu thủ nước ngoài, hai Việt kiều chưa có quốc tịch và một cầu thủ Việt Nam gốc nước ngoài. Tuy nhiên, một trường hợp ngoại lệ là câu thủ Nguyễn Xuân Son bên phía câu lạc bộ Thép Xanh Nam Định, mặc dù cầu thủ này đã gặp chấn thương rất nghiêm trọng ở trận Chung kết Giải vô địch bóng đá ASEAN 2024, phải tạm ngưng thi đấu đến hết năm 2025 và đang ở Brazil để điều trị, cầu thủ này vẫn được đưa vào danh sách của đội do đang dư suất thi đấu.

### Truyền hình
Trận đấu được tường thuật trực tiếp trên Truyền hình FPT và FPT Play, hệ thống mạng xã hội của FPT Telecom, báo Tiền Phong, kênh truyền thông VPF và các kênh truyền hình khác. Giống như thông lệ ở các trận tranh siêu cúp trước đây, trận đấu này được miễn phí bản quyền phát sóng.

## Trận đấu

### Diễn biến
Trước khi bắt đầu trận đấu, ban tổ chức cho các trọng tài và các cầu thủ làm nghi thức tưởng niệm trọng tài Trần Đình Thịnh, người đã qua đời trong một buổi kiểm tra thể lực trước mùa giải vào ngày 4 tháng 8 năm 2025. Sau nghi thức, trận đấu bắt đầu vào lúc 18:00 theo giờ địa phương, dưới sự chứng kiến của hơn 10.000 khán giả có mặt tại sân.
Hiệp một diễn ra với thế trận chặt chẽ. Phút 38, từ đường chuyền dài của Lê Phạm Thành Long, Alan Grafite khống chế bóng vượt qua hậu vệ và thủ môn để mở tỷ số 1–0 cho Công an Hà Nội. Bước sang hiệp hai, Nam Định tung tiền đạo Kyle Hudlin vào sân. Chỉ ít phút sau, ở phút 53, Hudlin đánh đầu ghi bàn gỡ hòa 1–1. Trận đấu sau đó diễn ra căng thẳng với nhiều tình huống tranh chấp quyết liệt. Đến thời gian bù giờ, Công an Hà Nội có hai bàn thắng liên tiếp: phút 90+3, Léo Artur đi bóng qua nhiều cầu thủ đối phương rồi sút chéo góc nâng tỷ số lên 2–1; phút 90+8, Nguyễn Đình Bắc dứt điểm chéo góc vào lưới, nâng cách biệt lên 3–1. Đến phút 90+13, Kyle Hudlin bị phạm lỗi trong vòng cấm. Sau khi tổ VAR can thiệp, đội chủ nhà được hưởng phạt đền và chính cầu thủ này hoàn tất cú đúp, rút ngắn tỷ số xuống còn 2–3 cho đội chủ nhà Thép Xanh Nam Định, nhưng thời gian còn lại không đủ để Thép Xanh Nam Định gỡ hòa, và trận đấu kết thúc với chiến thắng 3–2 cho Công An Hà Nội.

### Chi tiết
| Thép Xanh Nam Định (V.League 1) | 2–3      | Công An Hà Nội (Cúp Quốc gia)                              |
| ------------------------------- | -------- | ---------------------------------------------------------- |
| Kyle Hudlin 53', 90+15' (ph.đ.) | Chi tiết | Alan Grafite 38' · Léo Artur 90+3' · Nguyễn Đình Bắc 90+8' |

| Thép Xanh Nam Định | Công an Hà Nội |

| TM               | 26 | Trần Nguyên Mạnh      |     |     |
| HV               | 17 | Nguyễn Văn Vĩ         | 81' |     |
| HV               | 32 | Ngô Đức Huy           |     |     |
| HV               | 5  | Đặng Văn Tới          |     |     |
| HV               | 13 | Trần Văn Kiên         |     |     |
| TV               | 10 | Caio César            | 52' |     |
| TV               | 72 | Romulo da Silva       |     |     |
| TV               | 39 | Lâm Ti Phông          |     | 33' |
| TV               | 11 | Nguyễn Tuấn Anh       | 66' |     |
| TV               | 88 | Lý Công Hoàng Anh     | 66' | 8'  |
| TĐ               | 35 | Brenner Marlos        | 81' |     |
| Dự bị:           |    |                       |     |     |
| TM               | 82 | Trần Liêm Điều        |     |     |
| HV               | 3  | Dương Thanh Hào       |     |     |
| HV               | 4  | Lucas Alves de Araujo |     |     |
| HV               | 93 | Kevin Pham Ba         | 66' |     |
| TV               | 8  | Nguyễn Đình Sơn       |     |     |
| TV               | 16 | Trần Văn Công         | 66' |     |
| TV               | 27 | Trần Ngọc Sơn         | 81' |     |
| TĐ               | 12 | Mahmoud Eid           | 81' |     |
| TĐ               | 37 | Kyle Hudlin           | 52' | 57' |
| Huấn luyện viên: |    |                       |     |     |
| Vũ Hồng Việt     |    |                       |     |     |

| TM                    | 1  | Nguyễn Filip       |       | 90+7'  |
| HV                    | 38 | Adou Minh          |       | 60'    |
| HV                    | 68 | Bùi Hoàng Việt Anh |       |        |
| HV                    | 21 | Trần Đình Trọng    | 90+4' | 44'    |
| TV                    | 7  | Cao Pendant        | 52'   |        |
| TV                    | 8  | Rosa Nascimento    | 69'   |        |
| TV                    | 11 | Lê Phạm Thành Long |       | 90+16' |
| TV                    | 20 | Phan Văn Đức       | 69'   |        |
| TĐ                    | 10 | Léo Artur          | 90+4' |        |
| TĐ                    | 72 | Alan Grafite       |       |        |
| TĐ                    | 19 | Nguyễn Quang Hải   |       |        |
| Dự bị:                |    |                    |       |        |
| TM                    | 32 | Vũ Tuyên Quang     |       |        |
| HV                    | 2  | Phạm Lý Đức        | 90+4' |        |
| HV                    | 3  | Hugo Gomes         | 90+4' | 90+13' |
| HV                    | 22 | Phạm Minh Phúc     |       |        |
| TV                    | 12 | Hoàng Văn Toản     | 69'   |        |
| TV                    | 15 | Bùi Xuân Thịnh     |       |        |
| TĐ                    | 9  | Nguyễn Đình Bắc    | 69'   | 90+9'  |
| TĐ                    | 30 | Rogerio Alves      |       |        |
| TĐ                    | 88 | Lê Văn Đô          | 52'   |        |
| Huấn luyện viên:      |    |                    |       |        |
| Alexandré Pölking 81' |    |                    |       |        |

| Cầu thủ xuất sắc nhất trận đấu: Alan Grafite (Công An Hà Nội) Trợ lý trọng tài: Nguyễn Lâm Minh Đăng (Việt Nam) Nguyễn Thành Sơn (Việt Nam) Trọng tài thứ tư: Hoàng Thanh Bình (Việt Nam) Trọng tài Video: Đỗ Khánh Nam (Việt Nam) Nguyễn Mạnh Hải (Việt Nam) Giám sát trọng tài: Võ Minh Trí (Việt Nam) | Quy định trận đấu - 90 phút - Loạt sút luân lưu nếu có tỷ số hòa (không thi đấu hiệp phụ) - Tối đa 9 cầu thủ dự bị, thay tối đa 5 cầu thủ |

1. ↑  Huấn luyện viên Alexandré Pölking phải nhận thẻ vàng do có hành vi phản ứng với trọng tài.

### Số liệu trận đấu
| Thống kê                        | Thép Xanh Nam Định | Công An Hà Nội |
| ------------------------------- | ------------------ | -------------- |
| Bàn thắng                       | 2                  | 3              |
| Sút bóng                        | 12                 | 12             |
| Số cú sút trúng đích            | 3                  | 6              |
| Lượt chuyền bóng                | 399                | 409            |
| Tỷ lệ kiểm soát bóng            | 49,4%              | 50,6%          |
| Phạt góc                        | 2                  | 5              |
| Đá phạt                         | 11                 | 12             |
| Phạm lỗi                        | 12                 | 15             |
| Việt vị                         | 0                  | 1              |
| Thẻ vàng                        | 3                  | 7              |
| Thẻ đỏ                          | 0                  | 0              |
| Nguồn tham khảo: FStatsAI (FPT) |                    |                |

## Sau trận đấu
— Tiền đạo Nguyễn Đình Bắc chia sẻ với giới truyền thông sau trận đấu.
Kết quả của trận đấu này đã giúp cho câu lạc bộ Công an Hà Nội có lần đầu tiên giành danh hiệu Siêu cúp Quốc gia trong lịch sử của câu lạc bộ, sau khi đội đã thất bại ở lần tổ chức trận Siêu cúp của năm 2023. Huấn luyện viên Alexandré Pölking bên phía Công an Hà Nội đã bày tỏ sự hài lòng với màn trình diễn của các cầu thủ sau khi trận đấu khép lại. Ông cho rằng đội bóng đã thể hiện tinh thần chiến đấu cao và xứng đáng với chiến thắng. Polking nhận định bàn thắng thứ ba ở những phút bù giờ là bước ngoặt giúp quyết định kết quả trận đấu, đồng thời khẳng định mục tiêu của Công an Hà Nội trong mùa giải mới là cạnh tranh danh hiệu ở V.League 1, Cúp Quốc gia và AFC Champions League Two. Ngoài ra, huấn luyện viên này còn cho rằng việc ông giành hai danh hiệu vô địch Cúp Quốc gia và Siêu cúp Quốc gia cùng Công an Hà Nội là nhờ việc thay áo giữa trận. Trung vệ Trần Đình Trọng cũng chia sẻ niềm vui khi đánh bại đội đương kim vô địch V.League 1 ngay trên sân Thiên Trường và coi đây là khởi đầu thuận lợi cho mùa giải mới, đồng thời đánh giá cao khả năng hòa nhập của các cầu thủ khác trong đội.
Ở phía đối diện, Thép Xanh Nam Định ghi nhận nỗ lực của tiền đạo tân binh Kyle Hudlin với hai bàn thắng, trong đó có một quả phạt đền thành công. Tuy nhiên, đội bóng vẫn để thua trong một trận đấu mà hàng phòng ngự bị đánh giá là thiếu tập trung, còn các pha phối hợp tấn công chưa đạt độ sắc nét. Một bộ phận người hâm mộ bày tỏ lo ngại về những hạn chế chuyên môn và kỳ vọng đội sẽ cải thiện phong độ trong các trận đấu sắp tới của mùa giải 2025/26.

## Tổng kết
- Đội đoạt cúp: Công an Hà Nội – 300 triệu đồng
- Đội còn lại: Thép Xanh Nam Định – 200 triệu đồng
- Cầu thủ ghi bàn thắng đầu tiên: Alan Grafite (Công An Hà Nội) – 10 triệu đồng
- Cầu thủ xuất sắc nhất trận đấu: Alan Grafite (Công An Hà Nội) – 10 triệu đồng